# Ursula Liebert
Ursula Liebert (vormals Ursula Altrichter, geborene Ursula Höroldt; * 13. Juli 1933; † 2. Juli 1998) war eine deutsche Schachspielerin.

## Lebenslauf
Ursula Liebert studierte Mathematik an der Martin-Luther-Universität Halle-Wittenberg. Sie war in zweiter Ehe mit dem Schachspieler Heinz Liebert verheiratet und spielte ebenfalls für den Universitätssportverein Halle. Im Jahr 1953 nahm sie zum ersten Mal an einer deutschen Schachmeisterschaft der Frauen teil.

## Schachliche Erfolge
Ihre erste DDR-Meisterschaft gewann sie 1954 als Ursula Höroldt in Bad Saarow. Im Jahr 1955 in Zwickau wurde sie Fünfte bei der DDR-Meisterschaft, die Gertrud Nüsken gewann.
Als Ursula Altrichter wurde sie 1956 in Leipzig Dritte. Bei der Schacholympiade 1957 in Emmen (Drenthe) spielte sie am zweiten Brett und erzielte mit der DDR-Frauenmannschaft den dritten Platz. Bei der DDR-Meisterschaft 1958 in Schkopau wurde sie Zweite hinter Waltraud Schameitat.
Bei der DDR-Meisterschaft 1959/60 in Leipzig, die Edith Keller-Herrmann gewann, wurde Ursula Liebert Vierte. Dritte war sie 1961 in Premnitz. Im Jahr 1967 wurde sie in Colditz DDR-Meisterin zusammen mit Waltraud Nowarra.
Auch als Seniorin war sie erfolgreich und wurde Zweite bei der Deutschen Seniorenmeisterschaft der Frauen 1991 in Freudenstadt.